# Microregione Sergipana del Sertão do São Francisco
La Sergipana del Sertão do São Francisco è una microregione dello Stato del Sergipe in Brasile appartenente alla mesoregione del Sertão Sergipano.

## Comuni
Comprende 9 comuni:
- Canindé de São Francisco
- Feira Nova
- Gararu
- Gracho Cardoso
- Itabi
- Monte Alegre de Sergipe
- Nossa Senhora da Glória
- Poço Redondo
- Porto da Folha